# Whitwell (Rutland)
Whitwell é uma vila do condado de Rutland na região de Midlands Orientais, no Reino Unido.
Está localizada a aproximadamente 6 Km a oeste de Oakham, a cidade-sede do condado de Rutland, e a norte do reservatório de Rutland Water que abastece toda a região de Midlands Orientais.
Whitwell é mundialmente conhecida por reclamar ser geminada com a capital francesa, Paris. Em 1970, frequentadores regulares do pub "Noel Arms" escreveram uma carta ao prefeito de Paris, na época Jacques Chirac, propondo que a referida capital assinasse um acordo de cooperação com Rutland, estabelecendo um curtíssimo prazo para que a resposta fosse dada. Como nenhuma resposta chegou até a data definida ao gabinete do prefeito do vilarejo, a vila unilateralmente declarou-se geminada com Paris, erguendo monumentos em alusão ao fato.
Whitwell é uma das menores vilas em Rutland. Ela só tem 19 casas, além de um pub e um hotel.